# Especial de televisão
Um especial de televisão (frequentemente especial de TV ou especial, television special ou special em inglês, ou raramente "television spectacular" em inglês) é um programa de televisão stand-alone, que interrompe temporariamente a programação episódico normalmente programada para um dado horário. Foram produzidos especiais que fornecem uma gama completa de entretenimento e valor informativo disponível através do meio televisivo (noticiário, drama, comédia, variedade, cultura), em vários formatos (ao vivo, documentário, produção de estúdio, animação, filme), e em qualquer duração de exibição (curtas metragens, filmes cinematográficos, minisséries, teletons).